# Al-Mazra’a (Hims)
Al-Mazra’a (arab. المزرعة) – miejscowość w Syrii, w muhafazie Hims. W 2004 roku liczyła 2519 mieszkańców.